# Dagny Holle-Lee
Dagny Natascha Holle-Lee (geborene Holle; * 30. Dezember 1979 in Mainz als Dagny Natascha Holle) ist eine deutsche Neurologin, Kopfschmerzexpertin und Buchautorin. Sie leitet das Westdeutsche Kopfschmerz- und Schwindelzentrum in der Klinik für Neurologie am Universitätsklinikum Essen und ist seit Januar 2022 Mitglied der Leitlinien-Kommission der Deutschen Gesellschaft für Neurologie. Zudem ist sie Mitgründerin einer digitalen Migränetherapie.

## Beruflicher Werdegang und Ausbildung
Dagny Holle-Lee leitet seit 2014 das Westdeutsche Kopfschmerz- und Schwindelzentrum der Klinik für Neurologie am Universitätsklinikum Essen und ist dort Teil der Leitung der Klinik für Neurologie. Sie studierte Humanmedizin an der Johannes Gutenberg-Universität Mainz, an der Tufts University Boston/USA und an der Hebrew University-Hadassah Medical Center Jerusalem. Die Facharztausbildung zur Neurologin absolvierte sie am Universitätsklinikum Essen.
Holle-Lee ist zertifizierte Kopfschmerzexpertin der Deutschen Migräne- und Kopfschmerzgesellschaft e. V. (DMKG).

## Forschungsschwerpunkte
Zu ihren Schwerpunkten zählt die Erforschung von Kopfschmerzen und Schwindel.

## Bücher und Veröffentlichungen
- Diagnose Kopfschmerz und Migräne: Antworten zu Ursachen-Diagnose Therapien; Herbig Sprechstunde 2021; ISBN 978-3968590219
- Die Kopfschmerz-Ambulanz: Formen und Ursachen von Kopfschmerzen - DIe richtige Diagnose und wirksame Therapien; Herbig Expertenrat 2021, ISBN 978-3968590134
- Die Schwindel-Ambulanz: Formen und Ursachen des Schwindels / Die richtige Diagnose und wirksame Therapien. Herbig Expertenrat 2019, ISBN 978-3-7766-2825-8
- Der Kopfschmerz-Kompass: Erkennen, Vorbeugen und Behandeln; Herbig Gesundheitsratgeber 2015, ISBN 978-3776627596

## Öffentliche Wahrnehmung
Dagny Holle-Lee ist gefragte Expertin und Interviewpartnerin zum Thema Kopfschmerz und Schwindel für verschiedene TV-, Print- und Online-Medien, wie zum Beispiel ARD, WDR, Frankfurter Allgemeine Zeitung (FAZ), Apothekenumschau, Bild-Zeitung oder Bild der Frau.